# Brachystelma campanulatum
Brachystelma campanulatum är en oleanderväxtart som beskrevs av Nicholas Edward Brown. Brachystelma campanulatum ingår i släktet Brachystelma och familjen oleanderväxter. Inga underarter finns listade i Catalogue of Life.